# Яма (йога принцип)
Яма е първият стълб в йога, който изгражда универсалните морални принципи.
Първоначалното значение на Яма е „юзда“ или „повод.“ Патанджали я използва за описване на сдържаност, която ни позволява да фокусираме усилията си и да ги насочим тъй както ездачът с повода насочва коня си. В този смисъл, самоконтролът може да бъде необходимата самодисциплина в живота ни, която ни позволява да тръгнем към осъществяването на Дхарма, или смисълът на нашия живот.
Според правилата на ведически санскрит думата Яма(по-точен е записа йама, макар и не според правилата на българския език) означава активиране на възпалителен процес чрез увеличение на циклоксигеназа тип 2(съкратено COX 2) включващо образуване на простагландин Е2 (звукосъчетанието „йа“) и образуване на кислород(„ма“). Активиране на COX 2 е в резултат в повечето случаи на възпаление, при което настъпва клетъчна смърт(апоптоза). Смъртта на клетки е причината Яма да бъде назован бог на смъртта. Въпреки че при смъртта си клетките в резултат на пукване отделят NAD+, т.е. постига се йога, целта на йога е да намали до минимум възпалителните процеси като категорично трябва да се избягва смърт на невронални клетки. Ведическите източници посочват като причина за възпалителните процеси адаптацията на тялото на външно екстремно въздействие, тъй наречения стрес. При възникване на стресова ситуация тялото се адаптира чрез активиране на хипофизата и отделяне на един или няколко от десетте хормона на хипофизата за пригаждане при новите условия. Десетте хормона на хипофизата активират десет от най-важните органа на тялото. Но в резултат на активиране на някой от тези органи се синтезират реактивни кислородни видове и това води до възпаление и до активиране на COX 2. Води до една от десетте яма. Те са: Химса(правилно е хиАМса), Сатя(правилно е сатйа), Астея(астейа), Брахмаачаря(брахмаачарйа), Дая(дайаа), Арджава(ааржава), Кшама(кшамаа), Дхрити(дхРИтир, тук е звукът „РИ“, който се произнася когато устата се подготвя да произнесе „Р“ а се произнася „И“), Митахара(митаахаро), Шауча(шаауча)
Петте части
Петте съставни части на яма – доброта, истинност, изобилие, въздържание, и разчитане на собствените сили са насочени към нашето обществено поведение и ни позволяват да съжителстваме в хармония с другите.
- Ахинса(миролюбие, доброта)
- Сатя (истинност)
- Астея (непожелаване на чуждо, не кради)
- Брахмачаря (въздържане, целомъдрие)
- Апариграха (самостоятелност, скромност)

## Десетте части
Химса (по правилно е да се записва хиАМса, защото в тази дума не е звукът „М“ а санскритския звук „аМ“, който се произнася като устата се отвори за произнасяне на звука „А“ но се произнася звукът „М“, което се чува и като звук „Н“. Това е причината някои автори да пишат хинса вместо химса.) Това е възпалителен процес възникнал при секреция на лутеинизиращ хормон и водещ до възпаления на неврони. Затова често във ведическите източници се казва, че вместо химса трябва да се прави Ахимса(т.е. да се избягва възпаление на неврони поради факта, че нови неврони не могат да се създават при възрастните). Това е състояние познато в медицината като невралгии, неврити, невропатия.
Сатя. Възпалителен процес възникващ при високи нива на меланоцитостимулиращ хормон. Възпаленията са в кръвоносните съдове или в кожата в резултат на ниски нива на противовъзпалителния хормон мелатонин.
Астея. Възпалителен процес при високи нива на тиреостимулиращия хормон, състояние което в медицината се нарича тиреотоксикоза.
Брахмачаря. Възпаление от високи нива на пролактин. Потисната е имунната система като цяло защото тимуса произвежда ограничени нива лимфоцити.
Дая. Възпаление от високи нива на аденокортикотропен хормон(АКТХ), водещ до високо кръвно налягане и увреждане на сърцето.
Арджава. Възпаление от високи нива на бета ендорфин. Възпаленията са в стомаха и има нарушено храносмилане.
Кшама. Възпаление от високи нива на фоликулстимулиращ хормон. Възпаленията са в бъбреците и пикочната система.
Дхрити. Възпаленията са от високи нива на растежен хормон и са в черния дроб.
Митахара. Възпаленията са от високи нива на окситоцин и са в дебело черво.
Шауча. Възпаленията са от високи нива на окситоцин и са в панкреаса.
Източници: Varaha Upanishad : Sanskrit Document
Shandilya Upanishad : Sanskrit Document
jabala darshana upanishad

## Други концепции
|  | Тази страница частично или изцяло представлява превод на страницата Yamas в Уикипедия на английски. Оригиналният текст, както и този превод, са защитени от Лиценза „Криейтив Комънс – Признание – Споделяне на споделеното“, а за съдържание, създадено преди юни 2009 година – от Лиценза за свободна документация на ГНУ. Прегледайте историята на редакциите на оригиналната страница, както и на преводната страница, за да видите списъка на съавторите. ВАЖНО: Този шаблон се отнася единствено до авторските права върху съдържанието на статията. Добавянето му не отменя изискването да се посочват конкретни източници на твърденията, които да бъдат благонадеждни. |